# A Funk Odyssey
A Funk Odissey è il quinto album in studio del gruppo musicale britannico Jamiroquai, pubblicato il 3 settembre 2001 dalla Columbia Records. Il titolo dell'album, unito all'anno di pubblicazione, sono un riferimento al film di Stanley Kubrick " 2001 Odissea nello spazio"

## Tracce
1. Feel So Good – 5:21
2. Little L – 4:55
3. You Give Me Something – 3:23
4. Corner of the Earth – 5:40
5. Love Foolosophy – 3:45
6. Stop Don't Panic – 4:34
7. Black Crow – 4:02
8. Main Vein – 5:05
9. Twenty Zero One – 5:15
10. Picture of My Life – 6:20 – contiene la traccia fantasma So Good to Feel Real

Tracce bonus
1. Do It Like We Used to Do
2. Deeper Underground

## Formazione
- Jay Kay – voce;
- Rob Harris – chitarra;
- Derrick McKenzie – batteria;
- Toby Smith – tastiera;
- Nick Fyffe – basso;
- Sola Akingbola – percussioni

## Classifiche
| Classifica (2001)              | Posizione massima |
| ------------------------------ | ----------------- |
| Australia                      | 1                 |
| Austria                        | 4                 |
| Belgio (Fiandre)               | 6                 |
| Belgio (Vallonia)              | 3                 |
| Canada                         | 5                 |
| Danimarca                      | 9                 |
| Europa                         | 1                 |
| Finlandia                      | 4                 |
| Francia                        | 1                 |
| Germania                       | 2                 |
| Giappone                       | 2                 |
| Italia                         | 1                 |
| Norvegia                       | 12                |
| Nuova Zelanda                  | 17                |
| Paesi Bassi                    | 4                 |
| Regno Unito                    | 1                 |
| Spagna                         | 3                 |
| Stati Uniti                    | 44                |
| Stati Uniti (dance/electronic) | 1                 |
| Svezia                         | 13                |
| Svizzera                       | 1                 |